# Mickey Gall
Michael B. ”Mickey” Gall, född 22 januari 1992 i Green Brook i New Jersey, är en amerikansk MMA-utövare som sedan 2016 tävlar i organisationen Ultimate Fighting Championship.